# Anna Brigadere
Anna Brigadere (ur. 1 października 1861 w Tērvete,  zm. 25 czerwca 1933 tamże) – łotewska pisarka, poetka i dramaturg.

## Życiorys
Urodziła się w rodzinie chłopskiej. Jako dziecko pracowała na roli. Dzieciństwo spędziła w Tērvete. Do szkoły uczęszczała tylko kilka lat. Po śmierci ojca w 1874 przeniosła się z matką do Jełgawy. Już w wieku 13 lat zaczęła zarabiać na życie, pomagając siostrze w zakładzie krawieckim. Następnie rodzina przeniosła się do Windawy, a około 1880 do Rygi, gdzie pracowała z bratem Johnem w sklepie.
Od jesieni 1882 mieszkała w Moskwie, gdzie była nauczycielem rodziny niemieckiego przemysłowca. Uczyła również w Jarosławiu. Po powrocie do Rygi ukończyła kursy pedagogiczne, a następnie uczyła w niemieckich rodzinach w Rydze w latach 1885–1887.

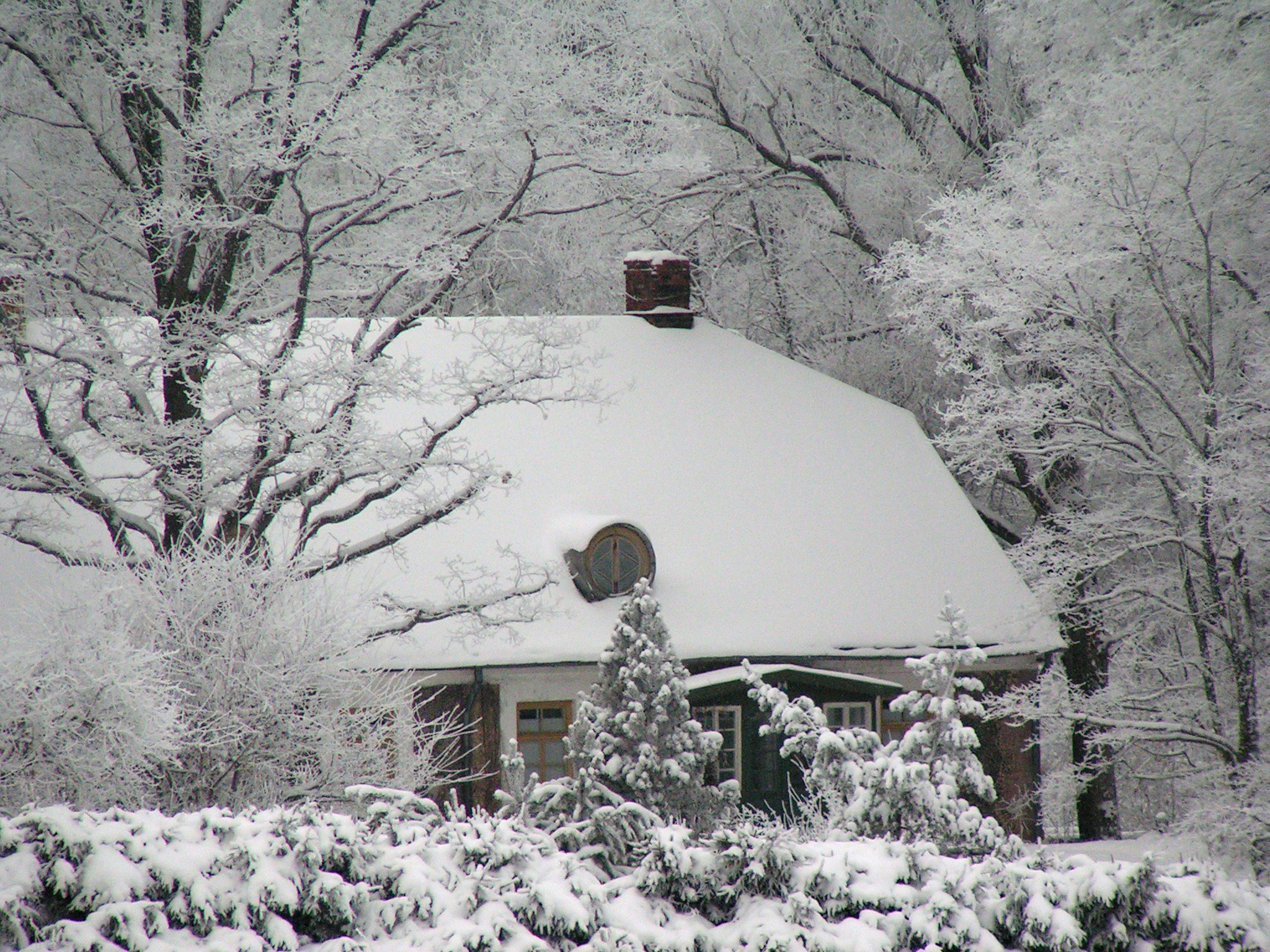
Dom autorki Sprīdīša. Obecnie muzeum

Pierwsze opowiadanie Slimnīca (Szpital) napisała około 1893. W 1897 wydała pierwszą książkę Vecā Karlīne. Gdy w październiku 1903 reżyser Jēkabs Duburs poprosił ją o sztukę dla dzieci, w ciągu trzech dni stworzyła Sprīdītis. Sztuka miała premierę 26 grudnia 1903 w Łotewskim Teatrze Narodowym i odniosła sukces. Inne baśniowe sztuki to Princese Gundega un karalis Brusubārda, Maija un Paija, Lolitas brīnumputns. W latach 1906–1907 była nauczycielką języka łotewskiego. W 1905 wyjechała do Moskwy by powrócić do Rygi w 1907. Była edytorką słownika Daugavas gada grāmata.
W 1922, na 25-lecie twórczości, otrzymała dom, który nazwała Sprīdīša. Obecnie znajduje się w nim muzeum pisarki.
Stworzyła autobiograficzną trylogię o Annele: Dievs, daba, darbs (Bóg, Natura, Praca, 1926), Skarbos vejos (Gryzący wiatr, 1930) i Akmenu sprosta (Uwięziona w kamieniu, 1933). Opowiada ona historię dziewczynki z łotewskiej wsi od dzieciństwa po dorosłość.

## Odznaczenia
- 1926 – Order Trzech Gwiazd III klasy